# كركند المياه العذبة
كركند المياه العذبة (الاسم العلمي: Cambarus)، هو جنس كبير ومتنوع من جراد البحر يوجد في الولايات المتحدة وكندا. يتراوح قد أنواعه البالغة من حوالي 5 سم (2 بوصة) إلى حوالي 15 سم (6 بوصة).